# (21281) 1996 TX14
1996 تي أكس 14 (ويعرف أيضًا باسم (21281) 1996 تي أكس 14 وفق تسمية الكوكب الصغير) (بالإنجليزية: 1996 TX14)‏ هو كويكب ضمن حزام الكويكبات؛ وترتيبه 21281 من حيث الاكتشاف.
اكتُشف هذا الجُرم الفلكي بواسطة Stephen P. Laurie ‏ في 13 أكتوبر 1996.

## وصلات خارجية
- (21281) 1996 TX14 في قاعدة بيانات مختبر الدفع النفاث لأجرام النظام الشمسي الصغيرة

- الاكتشاف · مخطط المدار ·  العناصر المدارية · المعلمات المادية

- (21281) 1996 TX14 على موقع ويكي سكاي: DSS2, SDSS, GALEX, IRAS, Hydrogen α, X-Ray, Astrophoto, Sky Map, Articles and images